# Solaris Trollino
Le Solaris Trollino est un trolleybus à plancher bas, produit en version 12, 15, 18 et 24,75 mètres par l'entreprise polonaise Solaris.

## Description

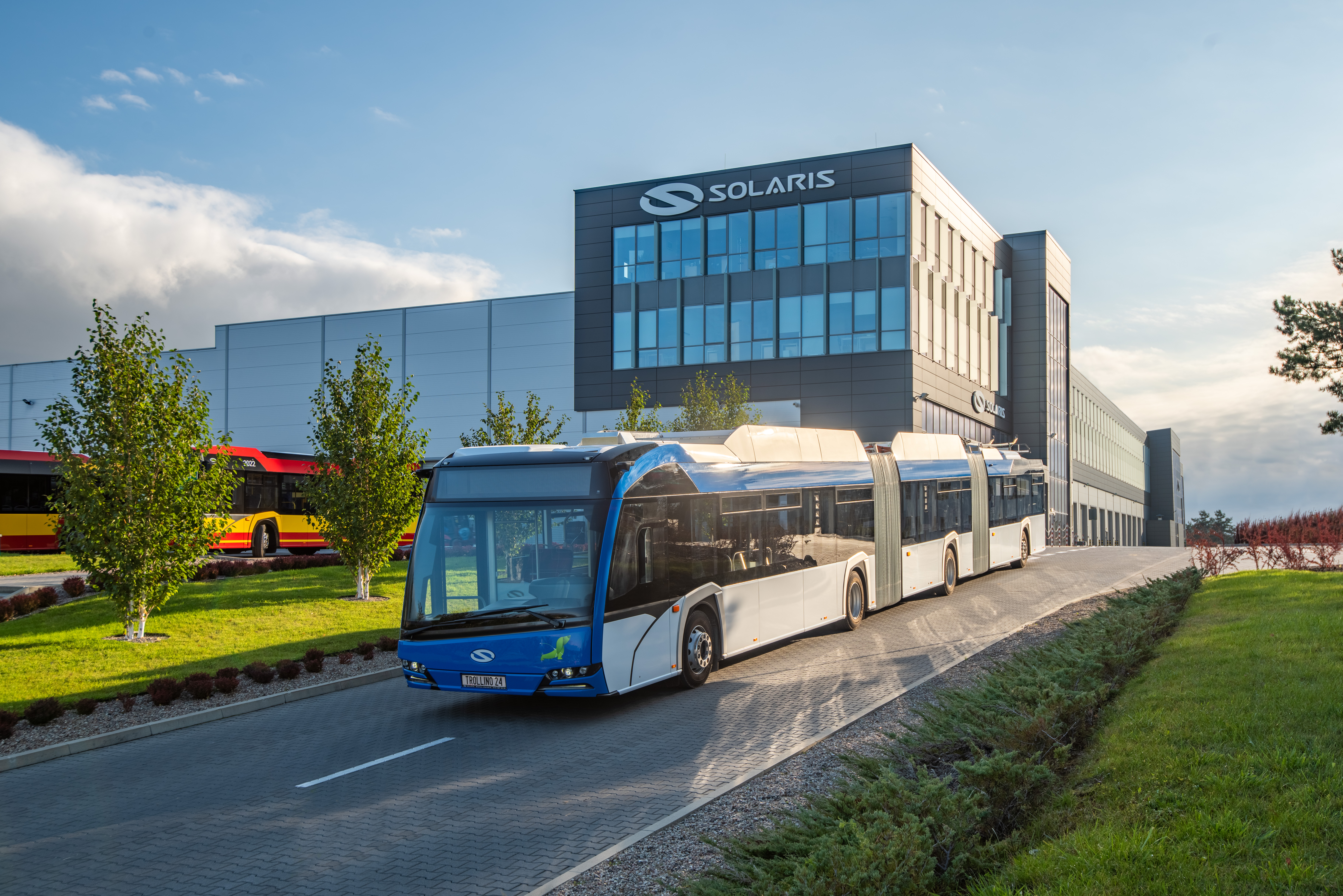
Solaris Trollino 24 Metrostyle, sous cette version, il est très rare

Le Solaris Trollino est la version trolleybus de l’Urbino et il est aussi le seul Solaris à avoir une version biarticulée.

## Exportations
Ces trolleybus sont vendus dans 18 pays d'Europe, notamment à Prague (Tchéquie) et à Bratislava (Slovaquie).